# Капеасалми (платформа)
Капеасалми (фин. Kapeasalmi — «Узкий пролив») — остановочная платформа на 147,0 км Приозерского направления Октябрьской железной дороги. Расположена между станцией Приозерск и платформой 152 км, на перегоне Приозерск — Кузнечное, возле населённого пункта Гранитное. Также встречается название 148 км. Имеет высокую платформу, рассчитанную только на один вагон электропоезда. Вход и выход пассажиров осуществляется из второй двери первого вагона и из первой двери второго вагона (в обоих направлениях).
Электрифицирована в 1976 году в составе участка Приозерск — Кузнечное.
Недалеко от платформы, на берегу залива Рыбацкий озера Вуокса расположены популярные среди туристов-скалолазов так называемые Малые Скалы. Здесь ежегодно проходит фестиваль бардовской песни «Поющая Кружка».

## Фотографии

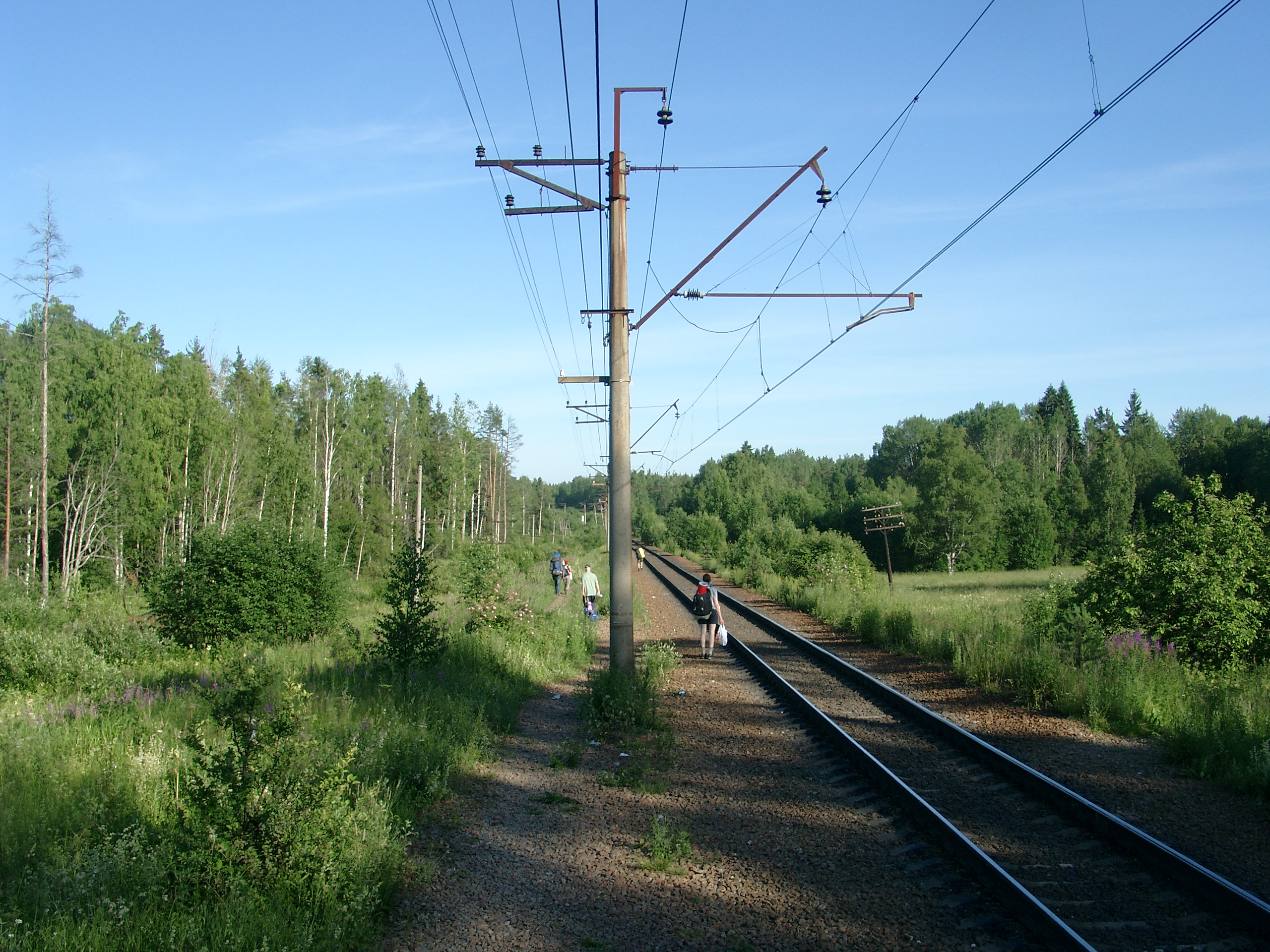
Вид в сторону станции Приозерск
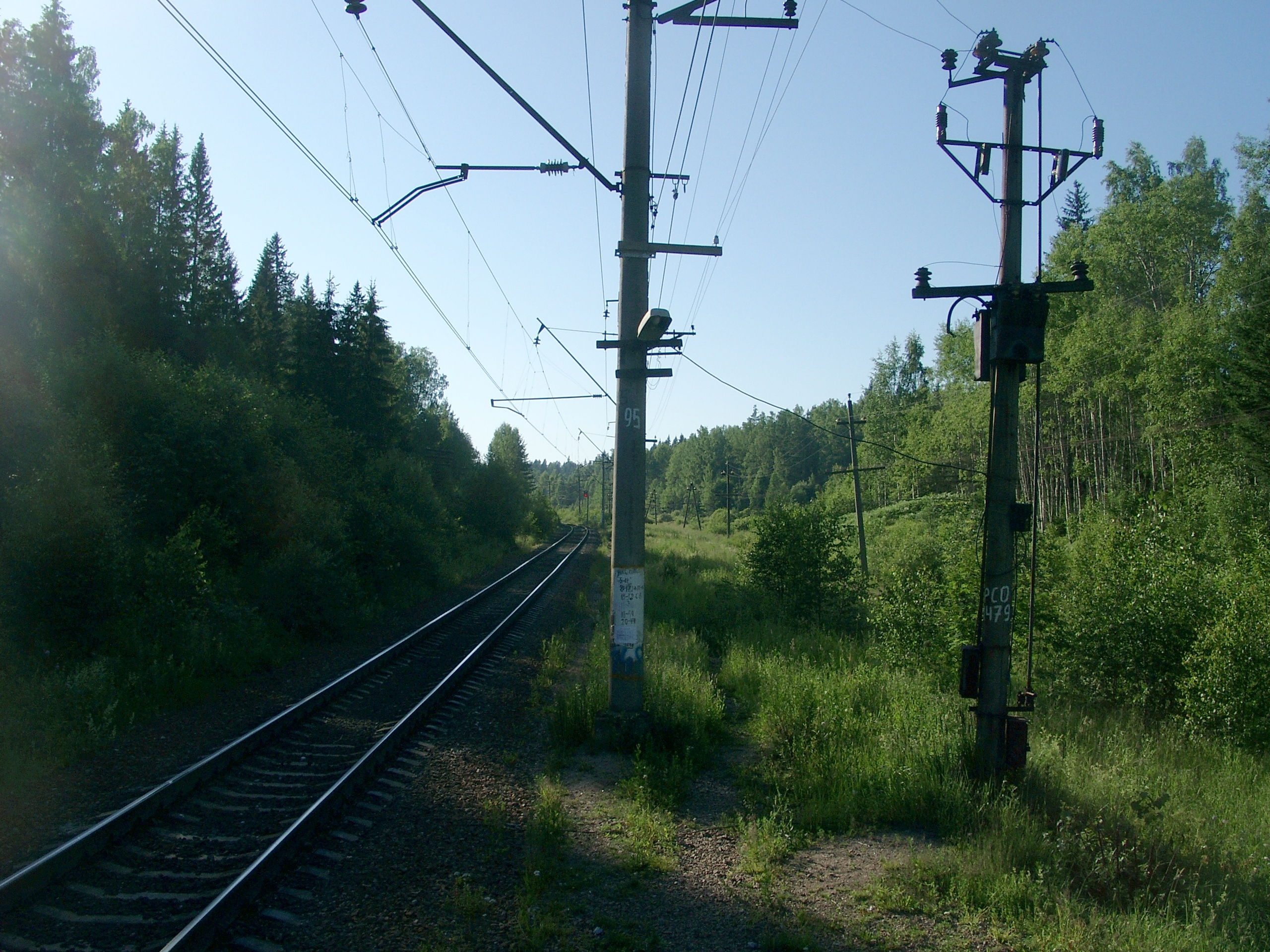
Вид в сторону платформы 152 км
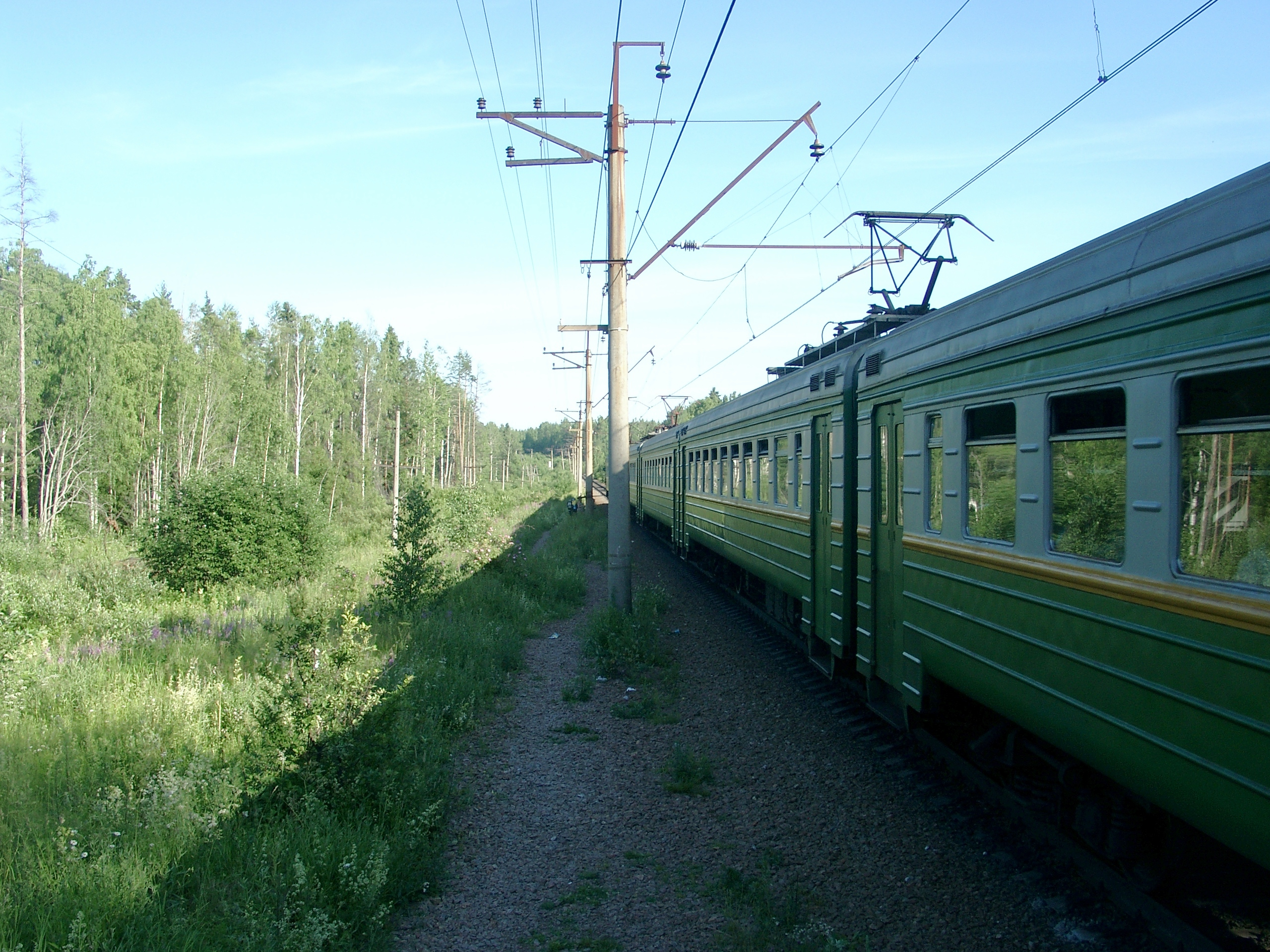
Отправление электропоезда на Санкт-Петербург